# 安然 (明)
安 然（あん ぜん、泰定元年（1324年）- 洪武14年8月28日（1381年9月16日））は、元末明初の官僚。本貫は開封府祥符県。

## 生涯
祥符から潁州に移住した。元末に左丞として萊州を守った。至正27年（1367年）12月、徐達・常遇春の軍が山東に進攻すると、安然は人々を率いて帰順した。洪武元年（1368年）12月、山東参政となった。
洪武2年（1369年）、南京に召還されて工部尚書となった。洪武5年（1372年）、河南参政として出向。洪武8年（1375年）、黄河が開封の太黄寺堤で決壊すると、安然は民夫3万人を徴発してこれを塞いだ。
洪武9年（1376年）、浙江布政使として赴任。洪武12年（1379年）9月、入朝して御史台右大夫となった。洪武13年（1380年）1月、御史台左中丞に転じたが、同年5月に事件に連座して免官。
洪武14年（1381年）1月、南京に召還されて四輔官となり、8月に死去。享年は58。